# Тиханов, Яков Иванович
Яков Иванович Тиханов (ок. 1795 — 11.02.1863, г. Пермь) — пермский купец 2-й гильдии, городской голова в 1842—1843 годах.
Яков Иванович Тиханов родился около 1795 года в семье крепостных, но получил вольную. В 1837 году записался в купцы города Перми. В 1842—1843 гг был пермским городским головой. В этот период, 14 сентября 1842 года в Перми произошёл пожар, вызвавший огромные разрушения. До 1860-х гг Тиханов был купцом 2-й гильдии, затем перешёл в 3-ю гильдию. В 1856 году перешёл в купцы города Оханска, затем — Осы. К концу жизни имел значительные долги. Умер в 1863 году.